# Alexeï Gvozdev
Alexeï Alexeïevitch Gvozdev (né le 9 mai 1897 (21 mai dans le calendrier grégorien) dans le village de Bogoutcharovo à Kireïevsk; † 22 août 1986 à Moscou) est un ingénieur des travaux publics et professeur russe,,, passé à la postérité pour l'application de la théorie de la plasticité à la résistance des structures en béton armé.

## Biographie
Gvozdev étudie le génie civil à l’Institut des chemins de fer de Moscou jusqu'en 1922. Il exerce ensuite comme privat-docent et est promu docteur-ingénieur. Affecté en 1927 à l'Institut Central d'Aménagement Industriel de Moscou, il y crée le premier laboratoire du béton armé d'Union Soviétique, qu'il dirige jusqu'à sa mort. Maître de conférences en 1932 à l’École du génie militaire de Kouïbychev, il y est promu professeur l'année suivante, et passe son habilitation en 1936.
En 1942, Gvozdev est affecté à l’Institut de construction de Moscou, et y amorce l'étude scientifique des structures en béton armé. Il participe à la vérification des constructions les plus novatrices. Dans le prolongement des recherches d'Artur Loleit (1868-1933), il édifie une théorie générale de l'équilibre plastique des ossatures quelconques. Élu membre de l’Académie des sciences de l'Architecture d'URSS en 1956, Gvozdev est nommé l'année suivante à la tête du laboratoire de l'Institut de recherche du Béton et du Béton Armé de Moscou (depuis Institut Gvozdev  du Béton et du Béton armé), issu de la partition de l'Institut Central d'Aménagement Industriel en 1954.
Selon l'historien allemand Kurrer, sa monographie de 1927 est la première communication soviétique sur la méthode statique en plasticité. La plupart de ses travaux n'ont été connus à l'ouest du Rideau de Fer qu'à partir des années 1970.
Gvozdev est inhumé au Cimetière Vagankovo (Moscou).

## Œuvre
- Théorie et application du calcul des structures en treillis [« Теория и примеры ее применения к расчету рамных конструкций »], Moscou,‎ 1927
- Le calcul des coques cylindriques [« К вопросу о расчете цилиндрических сводов-оболочек »], coll. « Строительная промышленность »,‎ 1932, chap. 1
- Perfectionnement du calcul des structures en béton armé et premiers résultats [« О пересмотре способов расчета железобетонных конструкций и о первых его результатах »], Moscou,‎ 1934
- Calcul de la capacité portante des structures par la méthode de la courbe intrinsèque [« Расчет несущей способности конструкций по методу предельного равновесия »], Moscou,‎ 1949 (réimpr. 1)
- La détermination de la charge de ruine pour les systèmes hyperstatiques subissant des déformations plastiques (trad. en anglais par R. M. Haythornthwaite, 1960, Int. J. Mech. Sc., vol. 1, pp. 322–335), in: Proc. of the Conference on Plastic Deformations, décembre 1936, p. 19. Akademiia Nauka SSSR (Moscou et Leningrad, 1938).
- Baumechanik in der UdSSR 1917–1970 : Ergebnisse der Forschungen und Entwicklungstendenzen. Schriftenreihen der Bauforschung, Berlin-est, Deutsche Bauakademie zu Berlin (éd.), coll. « Technik und Organisation, n° 40 », 1971, « Calcul des constructions par les états limites et le règlement de projet », p. 230–232 Deutsche Bauinformation .